# Isla de Arosa (municipio)
Isla de Arosa (en gallego y oficialmente A Illa de Arousa) es un municipio español situado en el oeste de la provincia de Pontevedra, en la comunidad autónoma de Galicia. Está formado por varias islas e islotes situadas en el interior de la ría de Arosa, entre las que destaca la isla de Arosa, siendo el único municipio insular de Galicia.
Se creó en 1997 al segregarse del municipio de Villanueva de Arosa. Según el INE, en 2021 la población de la isla era de 4951 habitantes. La población se reparte en una única parroquia, San Julián, y en varios barrios.

## Etimología
Según E. Bascuas, "Arousa" es una forma de origen paleoeuropeo, derivado de la raíz indoeuropea *er- 'moverse'. Este topónimo figura registrado en el año 899 como "insulam Arauza".

## Geografía

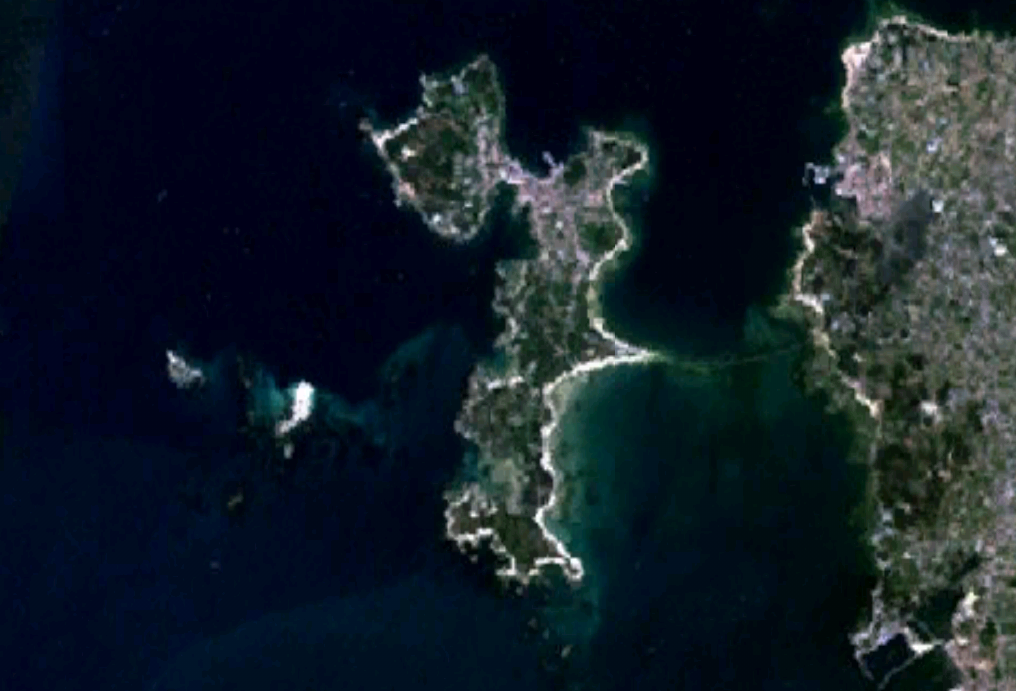
Fotografía satélite del municipio, con la isla de Arosa en el centro.

El municipio abarca la totalidad de las islas de Arosa,  Guidoiro Areoso, Guidoiro Pedregoso y La Rúa, así como varios islotes (Galiñeiro, Camañón, Corveiro, Tasca, Mallón, Barbafeita...), y bajíos y arrecifes (Laxe de Xan, Palgasa, de la Loba, Lobeiras Chicas, Lobeira de Cambados, Fernanceixo, Pantol, A Ran Grande, Pragueiros...) abarcando una superficie aproximada de 7 kilómetros cuadrados. Los habitantes están concentrados en la isla de Arosa, en un istmo estrecho y sus alrededores. El istmo une una pequeña península donde se encuentra el punto más alto del municipio (69 m) con el resto de la isla.

## Historia

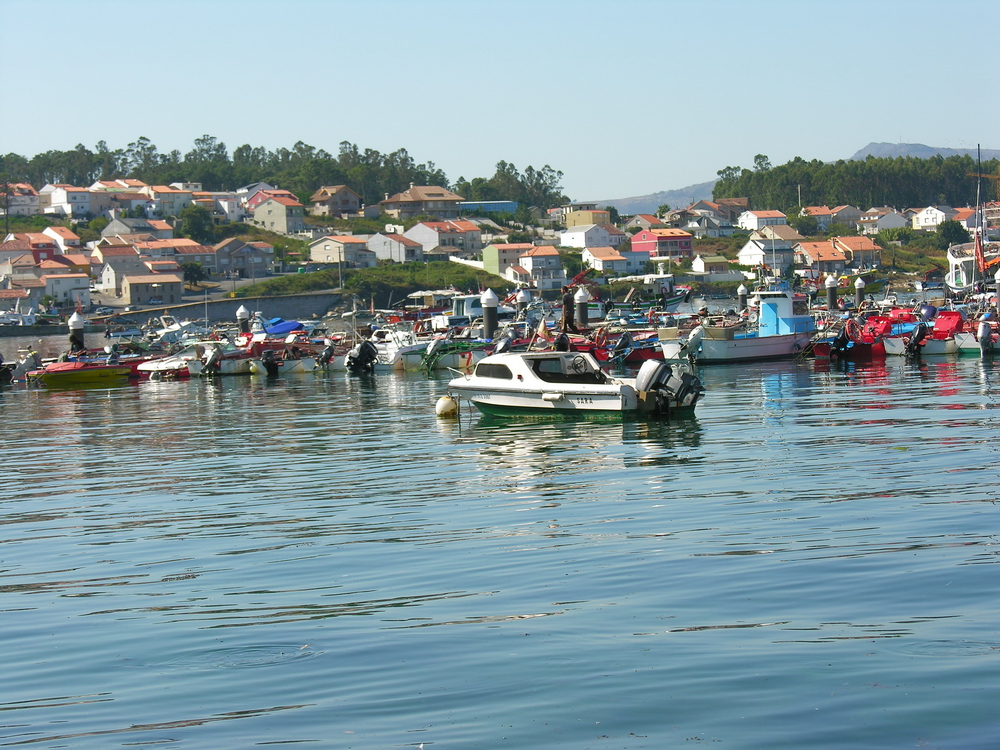
Puerto de la Isla de Arosa.

Hay numerosos documentos de que el municipio fue habitado desde los primeros tiempos del Paleolítico y de la Edad del Bronce. En una de sus playas (Os Bufos), se localizó una necrópolis romana. De la época romana también se tiene constancia de una villa romana situada en las inmediaciones de la punta de O Naso.
En los primeros siglos fue invadido por los normandos y los musulmanes. En el año 912 la mitad de la isla pasó a pertenecer al monasterio de los benedictinos de San Martín Pinario (Santiago de Compostela), bajo la donación del obispo Sisenando, tal y como consta en los documentos del monasterio. En el año 929, el rey Alfonso IV fundó un monasterio bajo la advocación del mártir San Julián. En el siglo XII, la invasión de los musulmanes hizo que Gelmírez ordenase la construcción de naves para defender toda la costa, convirtiéndose la isla en un punto de encuentro para echar a los invasores.
A partir de 1845 se desarrolló la industria de salazón y pesca de sardina, de la cual eran testigos las fábricas salazoneras, llegando a haber más de siete, germen de la explotación conservera de mediados del siglo XX. En 1873, con las reformas administrativas, perdió su condición de municipio, y pasó a formar parte del de Villanueva de Arosa, al que estuvo unida hasta su secesión, excepto durante un corto período de tiempo cuando formó parte de Villagarcía de Arosa (desde 1935 hasta 1945). En 1879 se inauguró la fábrica de salazón Goday, siendo la segunda implantada en Galicia.
El 7 de octubre de 1934, durante la Segunda República Española, se proclama la República Federal da Illa de Arousa, que duraría solo unas horas. Los responsables de la sublevación fueron detenidos y puestos en libertad días después. Tras el golpe de Estado de 1936 muchos de los protagonistas fueron paseados. Fue especialmente trágico el fusilamiento de Santiago Otero: echado a la ría, después de ser devuelto a una playa por el mar, sus asesinos llenaron su cuerpo de piedras y lo volvieron a hundir.
Debido al gran desarrollo de la isla, en el año 1985 se construyó el puente que la une al continente. Esta fecha marcó el fin del aislamiento secular, convirtiendo a la isla en un paraíso turístico. El puente fue inaugurado el 14 de septiembre de 1985, y dinamizó enormemente la economía de la población, ya que antes los desplazamientos hacia la península se realizaban en pequeños barcos de vapor con horarios determinados, y en motoras. En el año 1900, la isla tenía una población de 1900 habitantes, y en el año 2007 la cifra de población llegaba a 4889 personas. El censo de 2009 registraba 4982 habitantes, y el de 2010 marcaba exactamente 5000. El lema para pedir el puente había hecho referencia a 6000 habitantes.
En 1997 accedió a un gobierno municipal independizándose de Villanueva de Arosa, debido a la presión social desarrollada por sus vecinos. Se convirtió en el único municipio insular de Galicia.

## Parroquia
Parroquia que forma parte del municipio:
- Isla de Arosa[10]

San Julián de la Isla de Arosa (en gallego San Xulián da Illa de Arousa) es la única parroquia del municipio, y está situada en la comarca de Salnés. En el año 2007 esta parroquia contaba con 4.889 habitantes (la población total de la isla), de los cuales 2.427 eran hombres y 2.462 mujeres, lo que supone un aumento de habitantes en relación con el año 2006. Desde el ayuntamiento se ha anunciado que por primera vez en la breve historia del municipio se ha sobrepasado el número de 5000 habitantes, y así se recogerá en el censo de 2009.

## Demografía
Según el censo del INE, tenía una población de 4.926 habitantes en 2019 y una densidad de población de 703,71 hab./km².
Toda la población del municipio se concentra en la isla de Arosa y está repartida en 20 lugares: 
- As Aceñas
- A Torre
- O Cabodeiro
- O Campelo
- O Cantiño
- O Castriño
- Os Castriños
- O Cruceiro
- A Laxe do Pan
- As Laxes
- O Monte
- O Nicho
- O Outeiro
- Paradela
- Pedracerrada
- O Pombal
- O Rodel
- A Salga
- Semoíño
- Testos

## Política

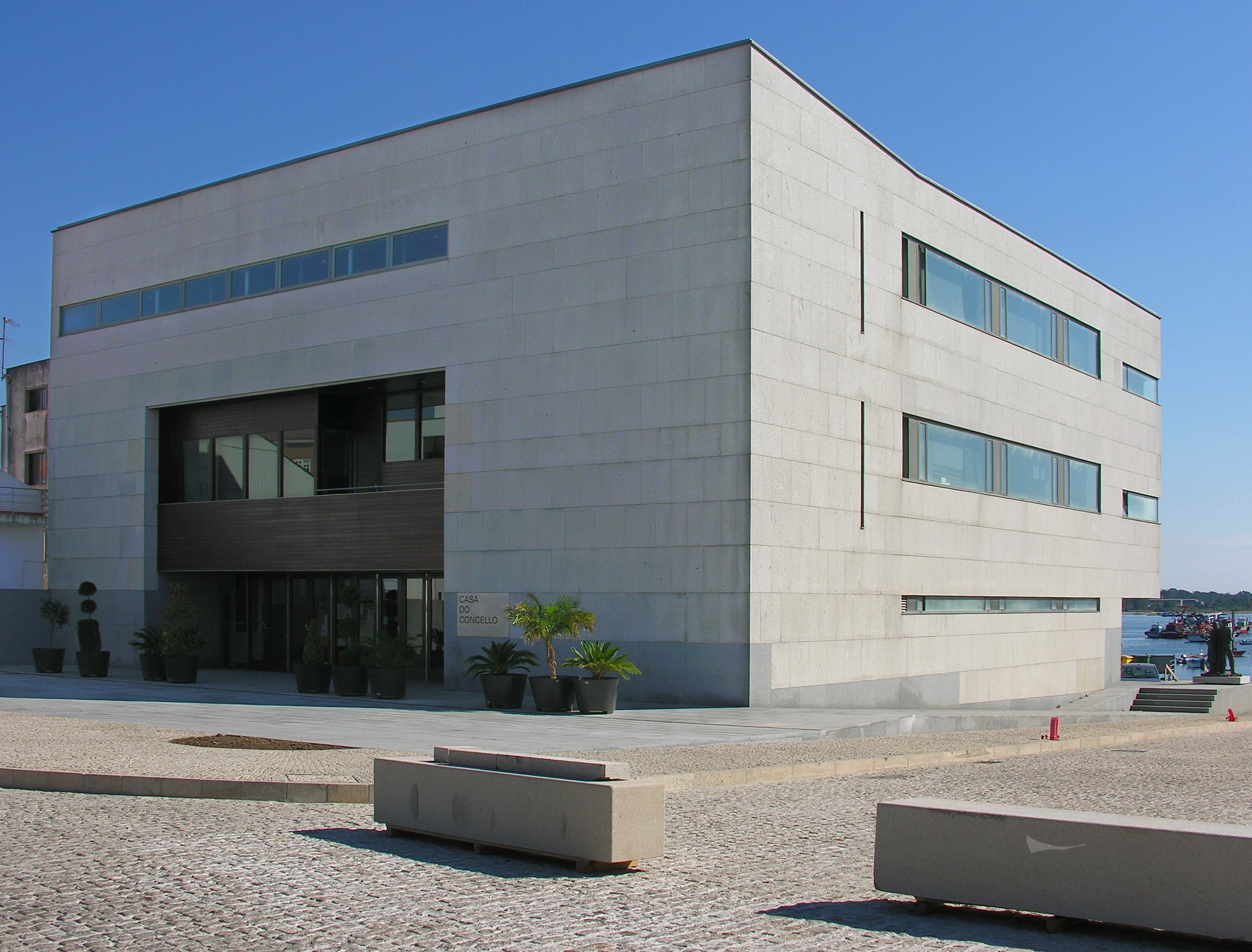
Casa consistorial.

Tras la segregación de Villanueva, el 1 de enero de 1997 arrancó el funcionamiento del ayuntamiento isleño dirigido por una comisión gestora encabezada por Juan Manuel Dios Oubiña, miembro del PSdeG, si bien elegido dentro de la candidatura Arousa Unida, formación constituida principalmente por miembros del Partido Socialista de la isla de cara a las elecciones de 1995 (todavía dentro de Villanueva), con vistas a gestionar el nuevo municipio que iba a nacer y que logró una aplastante victoria en el término isleño. 
José Manuel Vázquez Vázquez, del PSdeG, fue el primer alcalde electo de Isla de Arosa tras las elecciones municipales de 1999, y en las elecciones municipales de 2003 y 2007 salió reelegido. En estas últimas, el PSdeG-PSOE obtuvo 6 concejales (equivalente a 1632 votos), logrando así por primera vez la mayoría absoluta en el ayuntamiento de la isla. De 2011 a 2015 gobierna con apoyo del BNG y en 2013 compite en las primarias contra Xosé Ramón Gómez Besteiro para el cargo de secretario general del PSdeG. 
En 2015 deja el mando del PSdeG local a Carlos Iglesias Cores, quien consigue ganar las elecciones por mayoría absoluta, obteniendo 7 concejales (1585 votos). En 2019 revalida la mayoría, esta vez con 6 concejales (1675 votos).
En 2023 el PSdeG, encabezado por Luís Arosa, y el BNG, encabezado por Manuel Suárez, obtuvieron 3 ediles cada uno, con una diferencia de 38 votos, formando por primera vez un gobierno de coalición, siendo el primero alcalde y el segundo el teniente alcalde.
| Periodo   | Nombre                                   | Partido       |
| --------- | ---------------------------------------- | ------------- |
| 1995-1999 | Juan Manuel Dios Oubiña (gestora, 97-99) | AU/PSdeG-PSOE |
| 1999-2003 | José Manuel Vázquez Vázquez              | PSdeG-PSOE    |
| 2003-2007 | José Manuel Vázquez Vázquez              | PSdeG-PSOE    |
| 2007-2011 | José Manuel Vázquez Vázquez              | PSdeG-PSOE    |
| 2011-2015 | José Manuel Vázquez Vázquez              | PSdeG-PSOE    |
| 2015-2019 | Carlos Iglesias Cores                    | PSdeG-PSOE    |
| 2019-2023 | Carlos Iglesias Cores                    | PSdeG-PSOE    |
| 2023-act. | Luis Arosa García                        | PSdeG-PSOE    |

### Elecciones municipales
| Elecciones municipales |      |      |      |      |      |      |      |
| Partido                | 1999 | 2003 | 2007 | 2011 | 2015 | 2019 | 2023 |
| PSdeG-PSOE             | 5    | 5    | 6    | 5    | 7    | 6    | 3    |
| PPdeG                  | 5    | 4    | 4    | 5    | 5    | 4    | 5    |
| BNG                    | 1    | 1    | 1    | 1    | 1    | 1    | 3    |
| IP Illa                |      | 1    |      |      |      |      |      |
| Total                  | 11   | 11   | 11   | 11   | 13   | 11   | 11   |

## Economía
La economía de la isla se basa sobre todo en la pesca, el cultivo del mejillón en las bateas y el marisqueo, aunque en las últimas décadas se ha diversificado, ganando importancia el turismo y otras actividades que aportan importantes dividendos. 
La industria conservera tuvo gran importancia, y llegó a exportar productos a Alemania, América, Francia, e Italia. Después de la Guerra Civil, en las primeras décadas de la posguerra la crisis de la sardina hizo que las fábricas tuviesen que cambiar de actividad, y dedicarse al marisqueo, especialmente la conserva de mejillón, almeja y berberecho, manteniendo una importante actividad hasta la década de los noventa. En la actualidad no hay ninguna fábrica de conserva en funcionamiento (sólo una de las que tuvo su origen en la isla continúa, después de trasladarse a otro lugar de la comarca).

## Lugares de interés

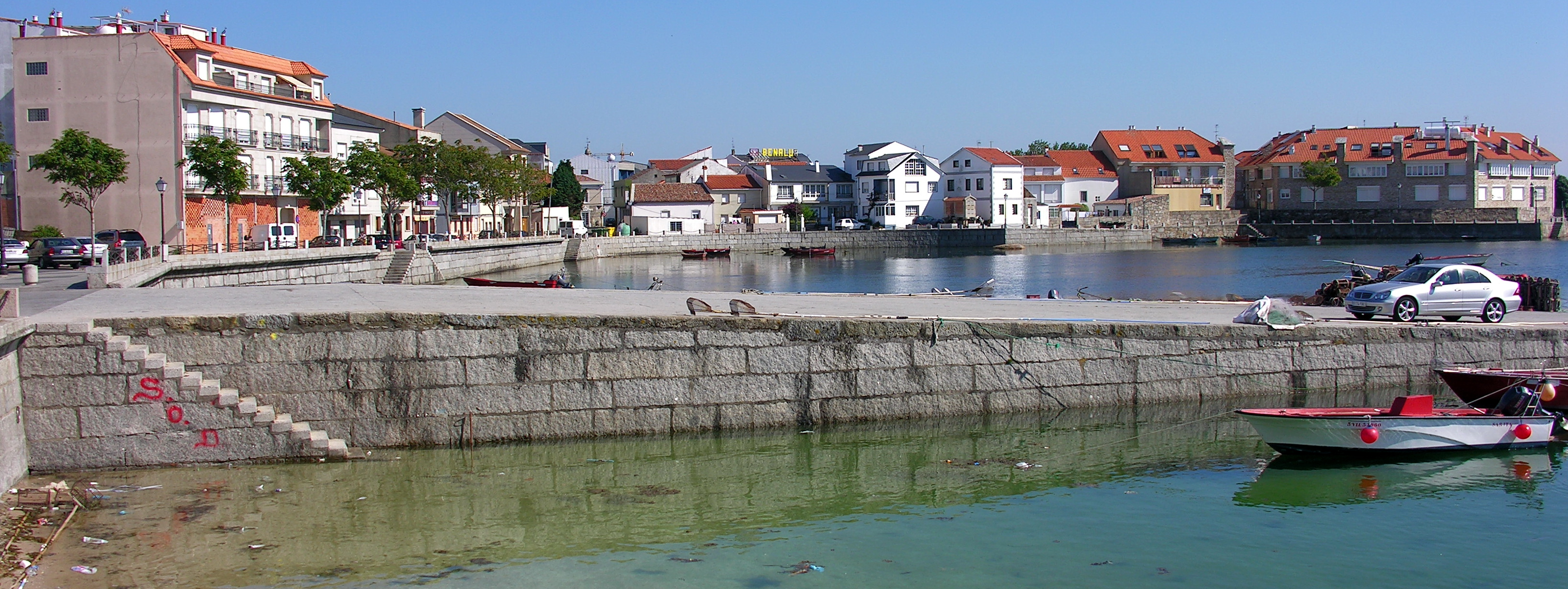
Puerto de O Campo.

Sus lugares de mayor interés son el entorno del Faro de Punta Cabalo, la isla Guidoiro Areoso y el parque natural de Carreirón, que está catalogado como zona de especial protección para las aves por las poblaciones de garza real, entre otras aves que habitan en la isla. 
Tiene cinco puertos, siendo Xufre el más importante. También son importantes los muelles de O Campo, Chazo y Cabodeiro. 
El mirador del Santo es el punto más alto de la isla, desde donde se puede contemplar el pueblo, su actividad turística y comercial, y además la belleza del lugar. 
Hay tres paseos marítimos: el de Campo, el de Cantiño y el que va desde IGAFA (Instituto Gallego de Formación en Acuicultura) a Area da Secada. Algunas de sus playas son Area da Secada, A Lavanqueira, O Bao, Camaxe, Carreirón, Espiñeiro y O Cabodeiro.

## Festivales
- Arousa Folk, en 1976.
- Festival del puente, 1985.
- Alén Rock, 1997 y 1998.
- Arousavisual, 2008.
- Illa Rock, 2011. I Festival con Denominación de Orixe - A Illa de Arousa
- Festival do Norte, 2014 y 2015.  Festival do Norte 2015
- O mar nunha flor, 2015.
- Atlantic Fest, 2016, 2017, 2018 y 2019

## Asociaciones culturales, deportivas, juveniles y ecologistas
- Céltiga Fútbol Club
- A.C.D. Dorna
- Club Piragüismo Illa de Arousa
- Club Gimnasia Rítmica "Arousa"